# Ramsey Clark
William Ramsey Clark (Dallas, 18 dicembre 1927 – New York, 9 aprile 2021) è stato un politico e avvocato statunitense.
È stato procuratore generale degli Stati Uniti durante la presidenza di Lyndon B. Johnson.

## Biografia
Nato a Dallas, nel Texas, i suoi genitori furono Mary Jane Ramsey e Thomas Campbell Clark. Negli anni 1945 e 1946 prestò servizio all'United States Marine Corps (corpo dei Marine), studiando in seguito all'University del Texas ad Austin e all'Università di Chicago. Procuratore nazionale americano ai tempi del presidente Lyndon B. Johnson, tornò in politica nel 1974: come rappresentante dei democratici si candida come senatore di New York avendo la meglio su Lee Alexander ma venendo sconfitto da Jacob K. Javits.
Nella sua opera The fire this time (pp. 38–84 e 163-182) ha sostenuto e dimostrato come, in base alle statuizioni giuridiche dell'epoca, gli Stati Uniti si siano macchiati di crimini contro l'umanità nel corso della Guerra del Golfo. Indagò anche sull'omicidio di Martin Luther King.